# Buch Soyga
Das Book of Soyga, oder auch Aldaraia (henochisch „der Wille Gottes“), ist eine lateinische Abhandlung aus dem 16. Jahrhundert über Magie.

## Hintergrund
Ein Exemplar dieses Buches befand sich im Besitz des elisabethanischen Universalgelehrten John Dee. Nach Dees Ableben galt das Buch als verschollen, bis 1994 die Dee-Historikerin Deborah Harkness zwei Manuskripte davon wieder aufspürte. Eines wurde in der British Library gefunden (Sloane MS. 8), das andere in der Bodleian Library unter dem Titel Aldaraia sive Soyga vocor (Bodley MS. 908).
Von Elias Ashmole ist überliefert, dass der Herzog von Lauderdale ein Manuskript mit dem Titel Aldaraia sive Soyga vocor besaß, das zuvor Dee gehörte. Das Manuskript wurde 1692 auf einer Auktion versteigert und ist Jim Reeds Einschätzung zufolge wahrscheinlich Sloane MS. 8. Das andere Manuskript Bodley MS. 908 wurde 1605 der Bodleian Library gestiftet.
Neben den Beschwörungen und Anleitungen zur Magie, enthält das Buch 36 große Tabellen, gefüllt mit Einzelbuchstaben, die von Dee nicht entschlüsselt werden konnten. Während Dees sogenannten Engelsgesprächen – angebliche Konversationen mit Engeln, die er mithilfe des Mediums Edward Kelley durchführte – befragte Dee den Erzengel Uriel über die Signifikanz des Buches, und bat um Hinweise. Die Antwort Uriels war, das Buch sei Adam im Paradies von den Engeln offenbart worden, und der Erzengel Michael sei der Übersetzer des Buches.
Nachdem Harkness das Buch wiederentdeckte, gelang es Jim Reeds 1998 mithilfe einer mathematischen Formel die Tabellen zu dechiffrieren.

## Die 36 Codetabellen
Am Ende des Buch Soygas befinden sich 36 Codetabellen, wobei jede dieser Tabellen 36² (also 1296) Einzelfelder aufweist, in denen sich jeweils ein Einzelbuchstabe befindet. Alle 36 Tabellen zusammengerechnet haben 36³ (also 46656) Felder mit einem Einzelbuchstaben darin.

### Übersicht
| Nr. | Bezeichnung | Bezeichnung | Codewort |        | Nr. | Bezeichnung | Bezeichnung | Codewort |
| --- | ----------- | ----------- | -------- | ------ | --- | ----------- | ----------- | -------- |
| Nr. | latein      | deutsch     | Codewort | latein | Nr. | deutsch     |             | Codewort |
| 1   | ARIES       | Widder      | NISRAM   |        | 19  | LIBRA       | Waage       | RIUAUX   |
| 2   | TAURUS      | Stier       | ROELER   |        | 20  | SCORPIO     | Skorpion    | CASOAR   |
| 3   | GEMINI      | Zwillinge   | IOMIOT   |        | 21  | SAGITARIUS  | Schütze     | AUDASR   |
| 4   | CANCER      | Krebs       | ISIAPO   |        | 22  | CAPRICORNUS | Steinbock   | AGORTA   |
| 5   | LEO         | Löwe        | ORRASE   |        | 23  | AQUARIUS    | Wassermann  | OLOUDS   |
| 6   | VIRGO       | Jungfrau    | OSACUE   |        | 24  | PISCES      | Fische      | AACIRA   |
| 7   | LIBRA       | Waage       | XUAUIR   |        | 25  | SATURNI     | Saturn      | OSRESO   |
| 8   | SCORPIO     | Skorpion    | RAOSAC   |        | 26  | JOVIS       | Jupiter     | NIEBOA   |
| 9   | SAGITARIUS  | Schütze     | RSADUA   |        | 27  | MARTIS      | Mars        | OIAIAE   |
| 10  | CAPRICORNUS | Steinbock   | ATROGA   |        | 28  | SOLIS       | Sonne       | ITIABA   |
| 11  | AQUARIUS    | Wassermann  | SDUOLO   |        | 29  | VENERIS     | Venus       | ADAMIS   |
| 12  | PISCES      | Fische      | ARICAA   |        | 30  | MERCURII    | Merkur      | REUELA   |
| 13  | ARIES       | Widder      | MARSIN   |        | 31  | LUNAE       | Mond        | UISEUA   |
| 14  | TAURUS      | Stier       | RELEOR   |        | 32  | IGNIS       | Feuer       | MERONF   |
| 15  | GEMINI      | Zwillinge   | TOIMOI   |        | 33  | AERIS       | Luft        | ILIOSU   |
| 16  | CANCER      | Krebs       | OPAISI   |        | 34  | AQUAE       | Wasser      | OYNIND   |
| 17  | LEO         | Löwe        | ESARRO   |        | 35  | TERRAI      | Erde        | IASULA   |
| 18  | VIRGO       | Jungfrau    | EUCASO   |        | 36  | MAGISTRI    | „Geist“     | MOYSES   |

### Aufbau und Funktionsweise

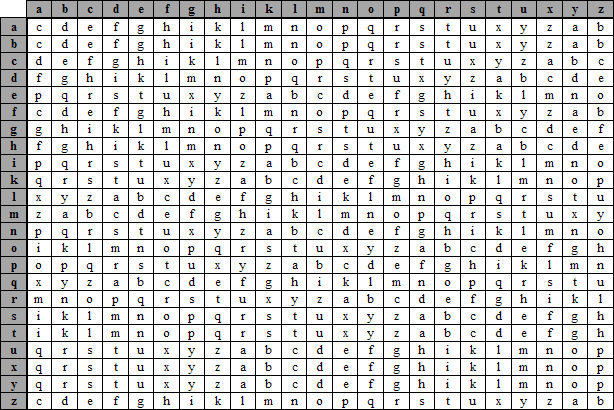
Alphabetische Codetafel Soyga

Es wird ein lateinisches 23-Buchstaben-Alphabet verwendet, und jedem dieser Buchstaben wird ein Zählerwert zugeordnet, wie folgt:
```
a 2    g 6    n 14   t 8
b 2    h 5    o 8    u 15
c 3    i 14   p 13   x 15
d 5    k 15   q 20   y 15
e 14   l 20   r 11   z 2
f 2    m 22   s 8
```

Das jeweilige 6-stellige Codewort wird links in die erste Spalte einer 36 × 36 Tabelle von oben nach unten eingetragen, abwechselnd nach vorne und nach rückwärts geschrieben (für das Codewort nisram bspw.: nisrammarsinnisrammarsinnisrammarsin).
Die erste Spalte ist somit vorhanden, und die restlichen Spalten werden nun zeilenweise generiert.
Man beginnt dabei links oben beim ersten Codewort-Buchstaben und arbeitet sich in der Zeile nach rechts vor. Um zu wissen, welcher Buchstabe als nächster kommt, muss man den jeweiligen Buchstaben links davon und den Buchstaben darüber beachten. In der ersten Zeile gibt es natürlich keinen Buchstaben darüber, man nimmt hierbei lediglich den linken Buchstaben und verwendet diesen auch als Buchstabe darüber.
Der allererste Buchstabe links n hat den Zählerwert 14. In der ersten Zeile wird derselbe Buchstabe n auch darüber gedacht. Dieser Buchstabe darüber ist der 13'te in unserem 23-Buchstaben-Alphabet, und man zählt jetzt den Zählerwert 14 vom Buchstaben links hinzu (13 + 14 = 27). Damit hat man bereits unseren fehlenden Buchstaben, da die Zahl jedoch größer als 23 ist, muss man zuvor 23 abziehen (27 - 23 = 4). Der 4'te Buchstabe in unserem 23-Buchstaben-Alphabet ist d, und dieser kann nun rechts neben dem n eingetragen werden:
```
n d i z b d i z b d i z b . . .
i s r l . . .
s c u . . .
r o . . .
a . . .
m . . .
m . . .
a . . .
r . . .
. . .
. .
.
```

Der nächste Buchstabe wird auf dieselbe Weise berechnet. Man nimmt den Buchstaben d mit dem Zählerwert 5, denkt sich denselben Buchstaben (d, der 4'te im Alphabet) darüber, und zählt zu diesem den Zählerwert hinzu (4 + 5 = 9). Der nächste Buchstabe ist also der neunte im Alphabet i.
Dieselbe Vorgehensweise auch in der nächsten Zeile. In der zweiten Zeile ganz links ist der Buchstabe i mit dem Zählerwert 14, der zu dem bereits vorhandenen Buchstaben darüber d dazugezählt wird (4 + 14 = 18). Der 18'te Buchstabe lautet s und kann nun in die zweite Spalte der zweiten Zeile eingetragen werden. Für den nächsten Buchstaben nimmt man wieder den Zählerwert, des gerade berechneten Buchstaben s, und zählt ihn zum Buchstaben i darüber hinzu (9 + 8 = 17), was den Buchstaben r ergibt.